# Mãe Rússia

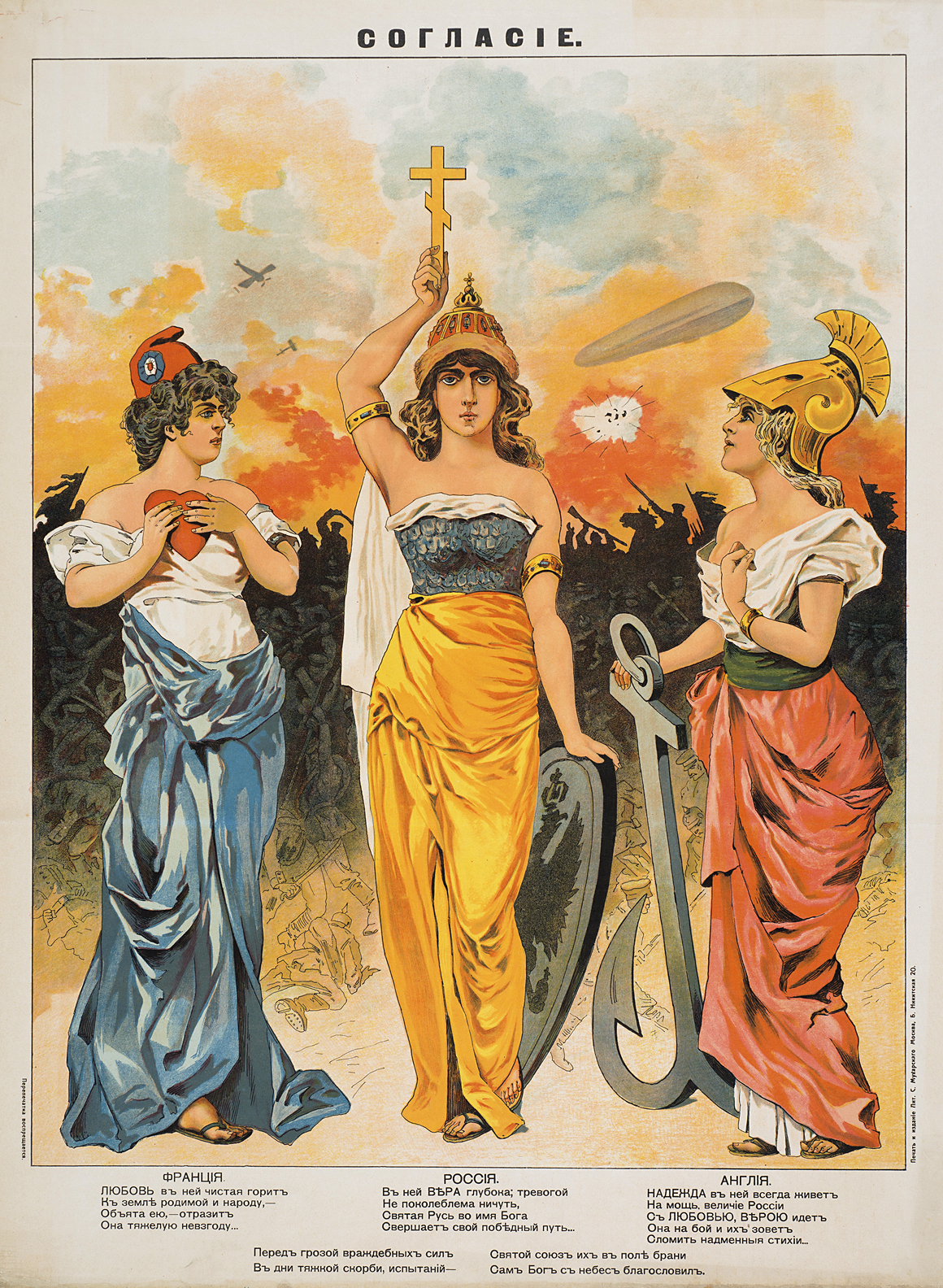
Cartaz de 1914 ilustrando a Tríplice Entente, mostrando personificações alegóricas da França (Marianne), da Rússia, e do Reino Unido da Grã-Bretanha e Irlanda (Britânia).

Mãe Rússia  (em russo:  Россия-Матушка, transliterado como Rossiya-Matushka, literalmente "Mamãe/Mãezinha Rússia") é uma personificação nacional da Rússia, aparecendo em cartazes patrióticos, estátuas etc. No período soviético, o termo Pátria mãe (Родина-Мать, Rodina-Mat) foi preferido, como representando a multiétnica União Soviética; por outro lado, há uma clara semelhança entre a figura de pré-1917 e a figura soviética, especialmente como representada durante e na consequência da Frente Oriental da Segunda Guerra Mundial.
Como um título de trabalho de arte, "Mãe Rússia" pode se referir a:
- Estátuas da Pátria mãe em várias cidades por toda a União Soviética anterior;
- Mother Russia: Uma canção do álbum No Prayer for the Dying do Iron Maiden;
- "Mother Russia (canção do Renaissance)", uma canção da banda Renaissance;
- "Dominion/Mother Russia", uma canção do álbum Floodland do The Sisters of Mercy ;
- "Mother Russia (áudio do Doctor Who)," uma peça de teatro de áudio baseada na série de televisão britânica Doctor Who.